# Simon Julen
Simon Ambros Julen (* 3. Mai 1897 in Zermatt; † 27. März 1951 ebenda) war ein Schweizer Skilangläufer.
Julen, der als Bergführer tätig war, nahm bei seiner einzigen Teilnahme an Olympischen Winterspielen im Februar 1924 in Chamonix am 50-km-Lauf teil, den er aber vorzeitig beendete. Vier Jahre später gewann er bei den Schweizer Meisterschaften den 50-km-Lauf. Im März 1951 stürzte er auf der vereisten Strasse und starb an den erlittenen Verletzungen.